# Baró de Viver (métro de Barcelone)
Pour les articles homonymes, voir Baró et Viver (homonymie).
Baró de Viver est une station de la ligne 1 du métro de Barcelone. Elle est située, dans le district de Sant Andreu, à Barcelone en Catalogne.
Elle est mise en service en 1983, lors de l'ouverture d'un prolongement de la ligne 1.

## Situation sur le réseau

Plan du métro de Barcelone (2019).

Établie en souterrain, la station Baró de Viver de la ligne 1 du métro de Barcelone, est établie entre la station, Trinitat Vella, en direction de la station terminus Hospital de Bellvitge, et la station Santa Coloma, en direction de la station terminus Fondo,.

## Histoire
La station Baró de Viver est mise en service le 21 décembre 1983, lors du prolongement de la ligne 1 entre Torras i Bages et Santa Coloma. Elle doit son nom à la place Darius Rumeu i Freixa, maire de Barcelone dans les années 1920 et deuxième baron de Viver.